# Korop
El korop és la llengua dels korops. Es parla al sud-est de Nigèria i al sud-oest del Camerun. A Nigèria es parla a les LGAs d'Odukpani i d'Akampka, a l'estat de Cross River. Al Camerun es parla a la frontera amb Nigèria, al nord-oest de Mundemba, a la divisió de Ndian.
El korop és una llengua de la sub-família de les llengües kiong-korop, que formen part de les llengües de l'Alt Cross. Les altres llengües de la mateixa subfamília són el kiong i l'odut. És una llengua molt propera al kiong. Totes elles es parlen a Nigèria.

## Ús
El korop és una llengua que gaudeix d'un ús vigorós (6a); tot i no estar estandarditzada, és parlada per a persones de totes les generacions als dos estats en els quals es parla. L'efik és la llengua que ha esdevingut llengua dominant entre els korops.

## Població i religió
El 80% dels 15.000 korops de Nigèria són cristians; d'aquests, el 70% són protestants, el 20% participen en esglésies cristianes independents i el 10% són catòlics. El 20% dels parlants de korop restants creuen en religions tradicionals africanes.
El 74% dels 10.000 korop-parlants del Camerun són cristians; el 62% dels quals són catòlics, el 30% pertanyen a altres esglésies cristianes, el 5% són protestants i el 3% són d'esglésies cristianes independents. El 26% dels korops restants creuen en religions tradicionals africanes.